# Лекулеце
Лекулеце (рум. Lăculețe) — село у повіті Димбовіца в Румунії. Входить до складу комуни Глодень.
Село розташоване на відстані 83 км на північний захід від Бухареста, 10 км на північ від Тирговіште, 149 км на північний схід від Крайови, 72 км на південь від Брашова.

## Населення
За даними перепису населення 2002 року у селі проживали 936 осіб, усі — румуни. Усі жителі села рідною мовою назвали румунську.